# Episodi di Unlockdown (prima stagione)
La prima stagione di Unlockdown è andata in onda su Dea Kids dal 2 al 30 aprile 2021. 
| nº | Titolo                         | Prima visione  |
| -- | ------------------------------ | -------------- |
| 1  | Convivenza forzata             | 2 aprile 2021  |
| 2  | Il capocasa                    | 2 aprile 2021  |
| 3  | La mia vita prima del lockdown | 2 aprile 2021  |
| 4  | Jackyjack                      | 9 aprile 2021  |
| 5  | Pizza pazza                    | 9 aprile 2021  |
| 6  | Il gioco delle coppie          | 9 aprile 2021  |
| 7  | Il ritratto della felicità     | 16 aprile 2021 |
| 8  | La pentola della verità        | 16 aprile 2021 |
| 9  | Election Day                   | 16 aprile 2021 |
| 10 | Cose da ragazze                | 23 aprile 2021 |
| 11 | Nemici amici                   | 23 aprile 2021 |
| 12 | Pericoli in vista              | 23 aprile 2021 |
| 13 | La rottura                     | 30 aprile 2021 |
| 14 | Franky                         | 30 aprile 2021 |
| 15 | Unlockdown                     | 30 aprile 2021 |